# El Universal (Mexiko)
El Universal ist mit 180.000 Exemplaren täglich eine der auflagenstärksten Tageszeitungen in Mexiko. Sie ist weitgehend im spanischsprachigen Lateinamerika erhältlich.

## Geschichte
El Universal wurde am 1. Oktober 1916 von Félix Fulgencio Palavicini und Emilio Rabasa gegründet.
Fulgencio war Mitglied in der verfassungsgebenden Versammlung von Santiago de Querétaro.
Das erklärte Ziel der neuen Zeitung war es, Wortführer der mexikanischen Revolution zu sein. Zu Beginn der verfassungsgebenden Versammlung von Querétaro, so wird behauptet, gehörte sie zu den vorrangigen Informationsmitteln im Staat unter Álvaro Obregón. An der Kreuzung Madero y Motolinía im Zentrum Mexiko-Stadt befand sich die erste Redaktion. Die Druckerei verfügte über eine Rotationspresse von Goss International. Mit dieser Rotationspresse wurde die erste Ausgabe der mexikanischen Verfassung von 1917 gedruckt.
Mit dieser Querétara wurde das Ejidosystem, welches mit La Reforma der Verfassung von 1857 entwendet worden war, wieder versprochen und damit die Revolution in institutionelle Bahnen gelenkt. Zu ihren Mitarbeitern gehörten Mitglieder aller Parteien in Mexiko, neben anderen: Amalia García von der PRD, Beatriz Paredes Rangel vom Partido Revolucionario Institucional (PRI), Demetrio Sodi, Esteban Moctezuma, Jesús Ortega, Porfirio Muñoz Ledo, Javier Corral Jurado.
Ab 1921 war der Untertitel El Gran Diario de México. Ab 1922 erschien eine Abendausgabe EL UNIVERSAL Gráfico.
2000 erschien eine Sonntagsbeilage Dia Siete sowie das Gratisblatt  El M für die Metro von Mexiko-Stadt.

## Politische Tendenz
Von Kritikern wird  El Universal eine wohlwollende Nähe zum PRI unterstellt.

## Die Geschäftsführer des Zeitungsunternehmens
- 1916 bis 1923 Félix Fulgencio Palavicini
- 1923 bis 1940 José Gómez Ugarte
- 1940 bis 1969 Miguel Lanz Duret
- 1969 Juan Francisco Ealy Ortiz